# Cornamusam
El Cornamusam. Festival Internacional de la Cornamusa d'Olot és un festival de músiques d'arrel dedicat a la difusió i promoció de la cornamusa (o sac de gemecs) i la seva música, així com a la mostra d'altres cornamuses d'arreu del món. Aquest festival neix per iniciativa d'El Til·ler. Associació per la Cultura Popular de La Garrotxa que des de l'any 1992 ha impulsat la seva organització. És un esdeveniment anual per bé que les dates d'organització han anat canviant de mes al llarg d'aquests anys; actualment se celebra el tercer cap de setmana de juny.
El 8 de setembre de 1991 s'organitzà al Claustre del Carme d'Olot una jornada dedicada al sac de gemecs sota el títol «El sac de gemecs. Concert de Música Tradicional». El Til·ler. Associació per la Cultura Popular de La Garrotxa posà les bases del que l'any següent es diria ja Cornamusam, la primera edició d'aquest festival de la cornamusa que de forma ininterrompuda s'ha anat celebrant anualment a Olot. Al llarg de totes les edicions han actuat en aquest festival els principals sacaires de Catalunya, i també figures de renom internacional com Carlos Núñez, Bieito Romero (Luar na Lubre) o Liam O'Flyn. L'any 2014 entrà a col·laborar amb el Cornamusam l'empresa Serraïma Música, que en fa la direcció artística fins al 2016. L'any 2018, després de la renovació del Til·ler, aquest es torna a ocupar de la direcció i realització del festival, proposant un model de festival més actual i participatiu.

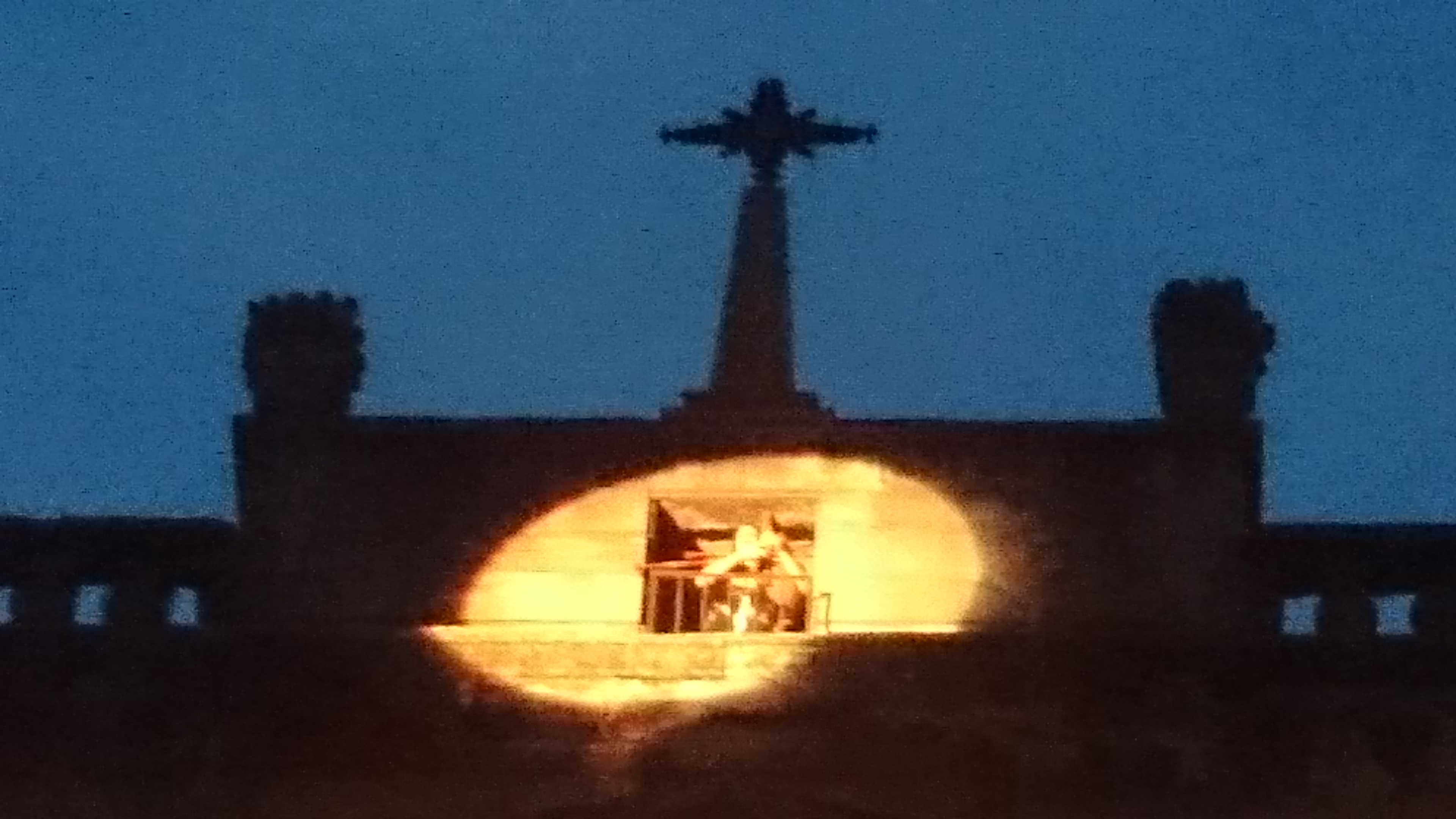
Tocada d'Inici del Cornamusam interpretada per Alba Logan (Juliol 2014).

La Cabreta és un gegant amb aspecte de cabra i que toca un sac de gemecs. Aquest element de la faràndula olotina és obra dels artistes garrotxins d'Àngel Rigall i Tavi Algueró i va ser construït l'any 1996 amb fibra de vidre. El sac de gemecs que toca la Cabreta d'Olot és obra del lutier vilanoví Xavier Orriols, un dels impulsors de la recuperació de l'instrument a la dècada del 1980. El model és un instrument fet a escala més gran i utilitzant els mateixos materials que un sac de gemecs convencional.
El Premi Ratafia Russet és un concurs de composició de per a sac de gemecs que El Til·ler ha organitzat en diferents edicions del festival Cornamusam per tal de promoure la creació d'un nou repertori per aquest instrument. Amb el patrocini d'aquesta empresa olotina de ratafia, aquest concurs s'ha celebrat els anys 1998, 1999, 2000, 2005 i 2006 amb el resultat d'un llibre i un enregistrament.